# Irene Moroz
Irene Margaret Moroz () é uma matemática aplicada britânica, cujos interesses de pesquisa incluem equações diferenciais, incluindo a equação de Schrödinger-Newton, atratores, sincronização do caos e aplicações à dinâmica de fluidos geofísica, análise de voz, dinâmica populacional do plâncton e teoria do dínamo. É professora de matemática e matemática aplicada no Instituto de Matemática da Universidade de Oxford Senior Mathematics Fellow no St Hilda's College (Oxford).
Moroz estudou na Universidade de Leeds, e foi anteriormente afiliada à Universidade de East Anglia antes de se tornar Applied Mathematics Fellow no St. Hilda's em 1992. No Instituto de Matemática é líder de grupo do Mathematical Geoscience Group.
Seu trabalho na teoria do dínamo, com colaboradores incluindo Raymond Hide e Andrew Soward, envolveu a derivação de sistemas simples de equações diferenciais acopladas para dínamos, como o campo magnético terrestre, que podem modelar fenômenos envolvendo colapsos intermitentes desses campos.